# Nils Frahm
Nils Frahm (Hamburg, 20 september 1982) is een Duits muzikant en componist woonachtig in Berlijn. Hij treedt op solo, maar ook in samenwerking met andere artiesten als Anne Müller, F.S. Blumm, Ólafur Arnalds en Peter Broderick. Zijn voornaamste instrument is de piano.
Frahm staat bekend om zijn instrumentale, minimalistische en experimentele werken waarin hij (neo-)klassieke elementen mixt met elektronische muziek. Live improviseert hij delen van zijn show en maakt hij gebruik van experimentele instrumenten als toiletborstels.
Nils Frahm toerde reeds meerdere malen buiten de landsgrenzen. In 2011 stond hij op Eurosonic, in 2012 stond hij op het Incubate-festival, in 2013 op Cross-linx en in 2014 stond hij op het programma van Best Kept Secret. en Catch festival in Tivoli-Vredenburg te Utrecht.

## Discografie

### Solo-werk
- Streichelfisch (2005, AtelierMusik)
- Electric Piano (2008, AtelierMusik)
- My First EP (2008, AtelierMusik)
- Wintermusik (2009, Erased Tapes, EP)
- The Bells (2009, Kning Disk, LP)
- Unter/Über (2010, Erased Tapes, EP)
- Felt (2011, Erased Tapes)
- Juno (2011, Erased Tapes, EP)
- Screws (2012, Erased Tapes)
- Spaces (2013, Erased Tapes)
- Solo (2015, Erased Tapes)
- All Melody (2018, Erased Tapes)
- All Encores (2019, Erased Tapes)
- Empty (2020, Erased Tapes)
- Tripping with Nils Frahm (2020, Erased Tapes)
- Graz (2021, Erased Tapes)
- Old Friends new Friends (2021, Leiter)
- Durton (remastered) (2022, Leiter)
- Streichelfisch (remastered) (2022, Leiter)
- Electric Piano (remastered) (2022, Leiter)
- Music for Animals (2022, Leiter)

### Opnames met anderen
- Dauw (Split) (2009, Dekorder)
- Music For Lovers, Music Versus Time met F.S. Blumm (2010, Sonic Pieces)
- 7Fingers (2010, HUSH, Erased Tapes)
- Stare met Ólafur Arnalds (2012, Erased Tapes Records)
- Music for wobbling Music versus gravity met F.S. Blumm (2013, Sonic Pieces)
- Music for the motion picture Victoria met Anne Müller (2015, Erased Tapes)[10]
- Tag Eins Tag Zwei met F.S. Blumm (2016, Sonic Pieces)